# سانکس
سانکس (انگلیسی: Sanex) شرکت لوازم بهداشتی بریتانیایی است، که در سال ۲۰۰۹ توسط شرکت سارا لی تأسیس شد.